# Shorttrack-Juniorenweltmeisterschaften 2011
Die Shorttrack-Juniorenweltmeisterschaften 2011 wurden vom 25. bis 27. Februar 2011 im Courmayeur Sport Center in Courmayeur, Italien ausgetragen.

## Ergebnisse

### Juniorinnen
| Event              | Gold                                                                   | Gold         | Silber                                                                      | Silber       | Bronze                                                           | Bronze       |
| ------------------ | ---------------------------------------------------------------------- | ------------ | --------------------------------------------------------------------------- | ------------ | ---------------------------------------------------------------- | ------------ |
| Mehrkampf          | Cheon Hee-jung                                                         | 68 Punkte    | Ahn Se-jung                                                                 | 68 Punkte    | Martina Valcepina                                                | 50 Punkte    |
| 500 m              | Martina Valcepina                                                      | 45,136 s.    | Lara van Ruijven                                                            | 45,470 s.    | Lin Meng                                                         | 45,622 s.    |
| 1000 m             | Ahn Se-jung                                                            | 1:31,336 min | Noh Do-hee                                                                  | 1:31,446 min | Xiao Han                                                         | 1:31,527 min |
| 1500 m             | Cheon Hee-jung                                                         | 2:28,227 min | Ahn Se-jung                                                                 | 2:28,316 min | Lin Meng                                                         | 2:28,858 min |
| 1500-m-Superfinale | Cheon Hee-jung                                                         | 2:38,268 min | Noh Do-hee                                                                  | 2:38,389 min | Ahn Se-jung                                                      | 2:38,408 min |
| 3000-m-Staffel     | Italien Arianna Valcepina Martina Valcepina Elena Viviani Yelenia Tota | 4:20,004 min | Kanada Laurie Marceau Cynthia Mascitto Ann Veronique Michaud Courtney Shmyr | 4:20,166 min | Volksrepublik China Lin Meng Jin Jingzhu Xiao Han Zhang Shaoyang | 4:32,995 min |

### Junioren
| Event              | Gold                                                                          | Gold         | Silber                                                             | Silber       | Bronze                                                                     | Bronze       |
| ------------------ | ----------------------------------------------------------------------------- | ------------ | ------------------------------------------------------------------ | ------------ | -------------------------------------------------------------------------- | ------------ |
| Mehrkampf          | Seo Yi-ra                                                                     | 89 Punkte    | Jack Whelbourne                                                    | 76 Punkte    | Wu Dajing                                                                  | 40 Punkte    |
| 500 m              | Liu Songbo                                                                    | 42,360 s.    | Wu Dajing                                                          | 42,491 s.    | keine Medaille vergeben*                                                   | -            |
| 1000 m             | Jack Whelbourne                                                               | 1:26,049 min | Seo Yi-ra                                                          | 1:26,086 min | Shi Jingnan                                                                | 1:26,312 min |
| 1500 m             | Seo Yi-ra                                                                     | 2:20,410 min | Jack Whelbourne                                                    | 2:20,592 min | Lee Hyo-been                                                               | 2:20,663 min |
| 1500-m-Superfinale | Seo Yi-ra                                                                     | 2:13,990 min | Jack Whelbourne                                                    | 2:19,895 min | Shi Jingnan                                                                | 2:20,144 min |
| 3000-m-Staffel     | Frankreich Thibault Crolet Sébastien Lepape Alexis Yang Vincent Giannitrapani | 4:08,911 min | Japan Minto Sekai Keita Watanabe Hiroki Yokoyama Masashi Yoshikawa | 4:09,923 min | Kanada Patrick Duffy Pier-Olivier Gagnon Alexandre St-Jean Maxime Gauthier | 4:15,867 min |

* Es wurde keine Bronzemedaille über 500 m vergeben, da beide anderen Läufer des Finales disqualifiziert wurden.